# Kváskovice
Kváskovice falu és önkormányzat (obec) Csehország Dél-csehországi kerületének Strakonicei járásában. Területe 3,28 km², lakosainak száma 115 (2008. 12. 31). A falu Strakonicétől mintegy 12 km-re délkeletre, České Budějovicétől 42 km-re északnyugatra, és Prágától 105 km-re délre fekszik.
A település első írásos említése 1334-ből származik.

## Népesség
A település népessége az elmúlt években az alábbi módon változott:
| Lakosok száma | 231  | 207  | 213  | 127  | 85   | 109  | 118  | 110  | 107  | 123  |
|               | 1869 | 1900 | 1921 | 1961 | 1980 | 2011 | 2016 | 2019 | 2021 | 2024 |